# Langenreinsdorf
Langenreinsdorf ist eine Ortschaft der Großen Kreisstadt Crimmitschau im Landkreis Zwickau, Freistaat Sachsen. Der Ort wurde am 1. Juli 1994 nach Crimmitschau eingemeindet.

## Geografie

### Geografische Lage
Langenreinsdorf liegt im Zentrum des Stadtgebiets von Crimmitschau südwestlich der Kernstadt. Der durch den Ort fließende Langenreinsdorfer Bach mündet in Crimmitschau in die Pleiße. Südlich von Langenreinsdorf befindet sich die Talsperre Koberbach. Landschaftlich gehört es zum Erzgebirgsvorland.

### Nachbarorte
|               | Rudelswalde                                 |                      |
| Mannichswalde | Kompassrose, die auf Nachbargemeinden zeigt | Neukirchen/Pleiße    |
| Rußdorf       | Niederalbertsdorf                           | Culten, Schweinsburg |

## Geschichte
Langenreinsdorf ist ein typisches doppelreihiges Waldhufendorf und wurde 1240 erstmals als Reynhartsdorf, später auch als Lengenrensdorf und Rehnsdorf in einer Urkunde des Vogts Heinrich von Greiz erwähnt. Dieser schenkte den Ort dem im Jahre 1238 gegründeten Dominikanerinnen-Kloster Cronschwitz im Elstertal. Mit Einführung der Reformation teilten die Langenreinsdorfer Bauern den Klosterwald auf und jedes ansässige Gut bekam eine Parzelle zugeteilt. Von 1625 bis 1633 wütete die Pest in Langenreinsdorf, bei der viele Menschen starben, und auch der Dreißigjährige Krieg (1618–1648) ging nicht am Ort vorbei. 1638 zogen die Schweden nach Langenreinsdorf ein und plünderten den Ort. 1646 kamen im Kampf mit einer Schwedenpartei über 100 junge Bauern ums Leben. Zum Gedenken setzte man ihnen ein Bauerndenkmal. Erst 1658 waren alle Güter wieder in geordneter Bewirtschaftung. Auch in späterer Zeit (Siebenjähriger Krieg und Koalitionskriege) hatte das Dorf zu leiden.
Die sich noch heute im Ort befindliche Kirche, ursprünglich eine Kapelle aus dem 13. Jahrhundert, ist im 15. Jahrhundert im Jahr 1467 erbaut worden. Sie hat einen sehr hohen Turm, der obere Teil über der Uhr wurde erst 1727 erbaut. Die Kirche hat ein gemaltes Deckengetäfel und auch die Emporen sind mit Gemälden aus der heiligen Geschichte versehen. Der Taufstein ist aus einem einzigen Stein gehauen. Zur Kirche gehören noch das Pfarrhaus, die Durchfahrt im Fachwerkbau und Pfarrgut mit Scheunengebäude. Alle diese Gebäude stehen unter Denkmalschutz.
Langenreinsdorf gehörte ursprünglich zur Herrschaft Werdau, die im 16. Jahrhundert im kursächsischen Amt Zwickau aufging. Die Grundherrschaft über den Ort lag bis zur Reformation beim Kloster Cronschwitz, danach war Langenreinsdorf bis 1856 ein Amtsdorf im kursächsischen bzw. königlich-sächsischen Amt Zwickau. 1856 wurde Langenreinsdorf dem Gerichtsamt Crimmitschau und 1875 der Amtshauptmannschaft Zwickau angegliedert. Im Jahr 1878 wurde eine neue Schule eingeweiht. Seit 1940 besteht die Freiwillige Feuerwehr Langenreinsdorf. Bis 1949 gab es in keinem der 160 Wohngrundstücke im Ort ein Bad, Dusche oder WC. Zur Zeit der DDR entstand eine Landwirtschaftliche Produktionsgenossenschaft (LPG) und ein Milchviehstall. Viele Gehöfte mit Fachwerkbau prägen neben der Kirche und dem Pfarrgut noch heute das Ortsbild.
Durch die zweite Kreisreform in der DDR kam die Gemeinde Langenreinsdorf im Jahr 1952 zum Kreis Werdau im Bezirk Chemnitz (1953 in Bezirk Karl-Marx-Stadt umbenannt), der ab 1990 als sächsischer Landkreis Werdau fortgeführt wurde und 1994 im Landkreis Zwickauer Land bzw. 2008 im Landkreis Zwickau aufging. Am 1. Januar 1994 wurde Langenreinsdorf nach Crimmitschau eingemeindet.

## Kultur und Sehenswürdigkeiten

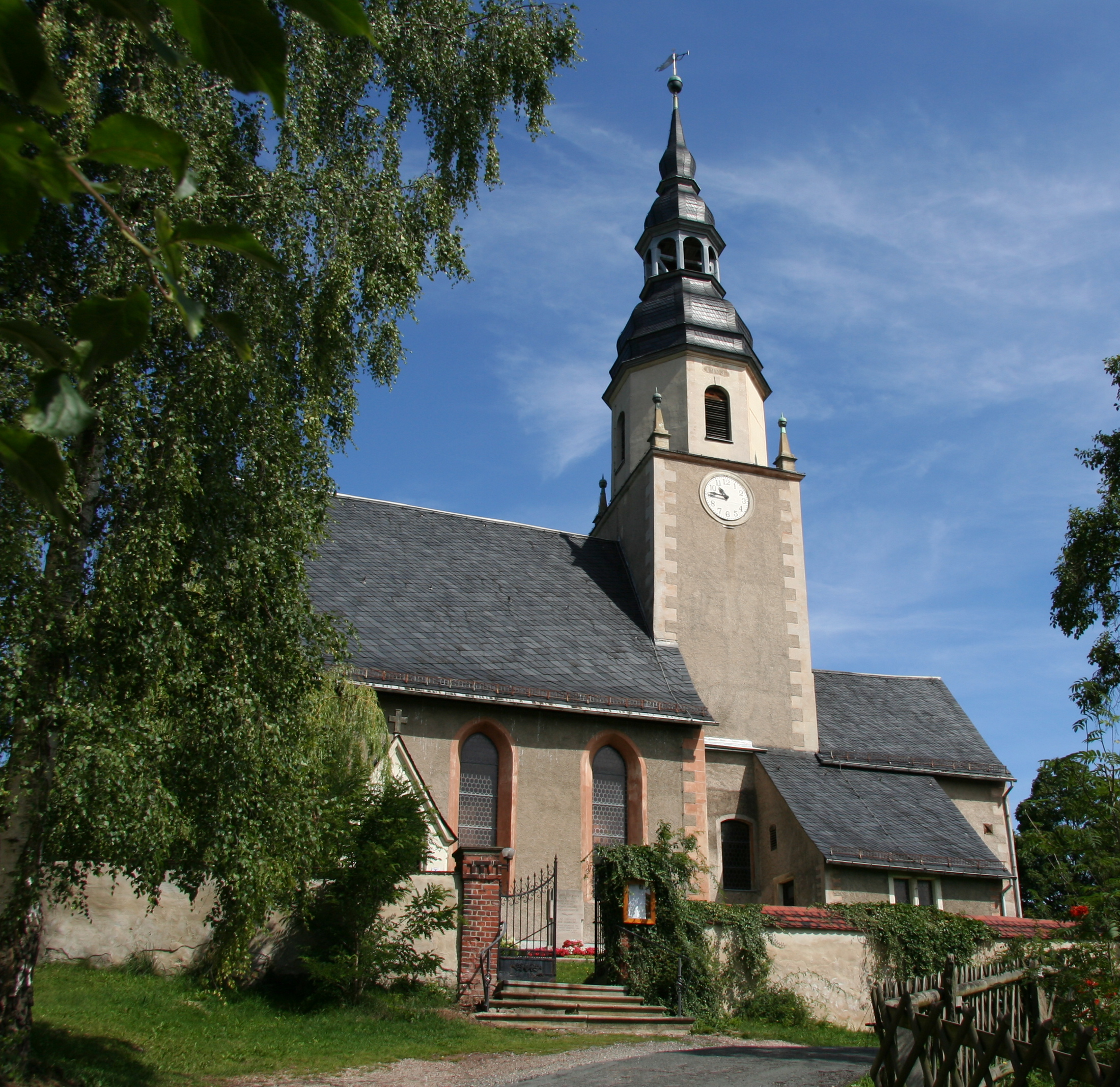
Kirche in Langenreinsdorf

- Dorfkirche Langenreinsdorf von 1467
- altes Pfarrgut
- Nebengebäude mit Fachwerk und Obergeschosslaube
- Kassettentor an der Scheune

## Persönlichkeiten
- Justus Falckner (1672–1723), erster Evangelisch-lutherischer Pfarrer in Nordamerika
- Adam Benedict Spitzner (1717–1793), Pfarrer in Langenreinsdorf und Hebraist
- Karl-Heinz Werler (1932–1997), Mathematiker, Informatiker und Hochschullehrer